# Wielka Zatoka Jasmundzka
Wielka Zatoka Jasmundzka (niem. Großer Jasmunder Bodden) – zatoka (typu bodden) Morza Bałtyckiego, położona u północnych wybrzeży wyspy Rugii, w północno-wschodnich Niemczech.  

## Położenie
Zatoka zajmuje powierzchnię 58,6 km². Ma około 14 km długości, średnio 6 km szerokości i do 9 m głębokości (średnia głębokość wynosi 5,3 m). Od północy jest ograniczona przez półwyspy Wittow i Jasmund, które są ze sobą połączone mierzeją zwaną Schaabe. Od południa ogranicza ją główna część wyspy Rugii, czyli Muttland. We wschodniej części, w miejscowości Lietzow, znajduje się śluza łącząca ją z Małą Zatoką Jasmundzką. Na zachodzie zalew posiada wąskie połączenie z Morzem Bałtyckim przez cieśninę Rassower Strom w pobliżu promu Wittower Fähre. 
Linia brzegowa Wielkiej Zatoki Jasmundzkiej jest w północnej części słabo urozmaicona – jedynie jezioro Spykersche See wcina się tu w głąb lądu. Znacznie bardziej urozmaicony jest południowo-zachodni brzeg, wzdłuż zatoki Neuendorfer Wiek i jeziora Tetzitzer See. Większość brzegu zatoki porasta trzcina, która regularnie zimą jest zbierana i później wykorzystywana przez lokalnych dekarzy do krycia dachów, choć miejscami występują wysokie klify, które dominują nad krajobrazem zalewu. 
Główne porty nad zatoką znajdują się w miejscowościach Ralswiek, Breege, Polchow oraz Martinshafen (w pobliżu Sagard). Miejsca do kąpieli znajdują się w Polchow, Neuhof, Lietzow i Banzelvitz. 

## Historia
W 1869 roku zatoka została sztucznie oddzielona od Małej Zatoki Jasmundzkiej poprzez usypanie grobli, przez którą obecnie przebiega droga krajowa B96 oraz linia kolejowa Stralsund – Sassnitz.

## Hydrologia
Zatoka jest zasilana zarówno przez wodę słodką z uchodzących strumieni, jak i słoną wodę morską z Bałtyku, przez co jej zasolenie wynosi od 0,7 do 0,8% (woda brachiczna). 

## Flora i fauna
Makrozoobentos zatoki obejmuje 36 gatunków, z których 16 to gatunki morskie, 11 to gatunki wód słonawych, a 11 gatunków pochodzi ze środowiska słodkowodnego. 
W mulistym piasku występują sercówka jadalna, nereida różnokolorowa, bełkaczek pospolity, Cyathura carinata, Alkmaria romijni, Pygospio elegans, Paranais litoralis, Cyanophthalma obscura oraz Manayunkia aestuarina. W zoobentosie zatoki stwierdzono występowanie gatunków Gonothyraea loveni, siatecznika bałtyckiego, Jaera albifrons, Gammarus locusta, Nais elinguis, pijawki rybiej, lasonoga pospolitego, podwoika mniejszego, Lekanesphaera rugicauda, Leptocheirus pilosus oraz błotniarki jajowatej.
Zatoka została uznana przez organizację BirdLife International za ostoję ptaków IBA, ponieważ stanowi ważne miejsce zimowania licznych gatunków blaszkodziobych oraz teren lęgowy dla rybitw czubatych i bielików.

## Rekreacja
Zatoka jest ceniona przez wędkarzy ze względu na bogactwo ryb, nadaje się także do żeglugi, kąpieli oraz surfingu. Co roku nad brzegami zatoki w miejscowości Ralswiek odbywa się jedno z najsłynniejszych wydarzeń kulturalnych regionu, festiwal teatralny Störtebeker-Festspiele.